# B-15

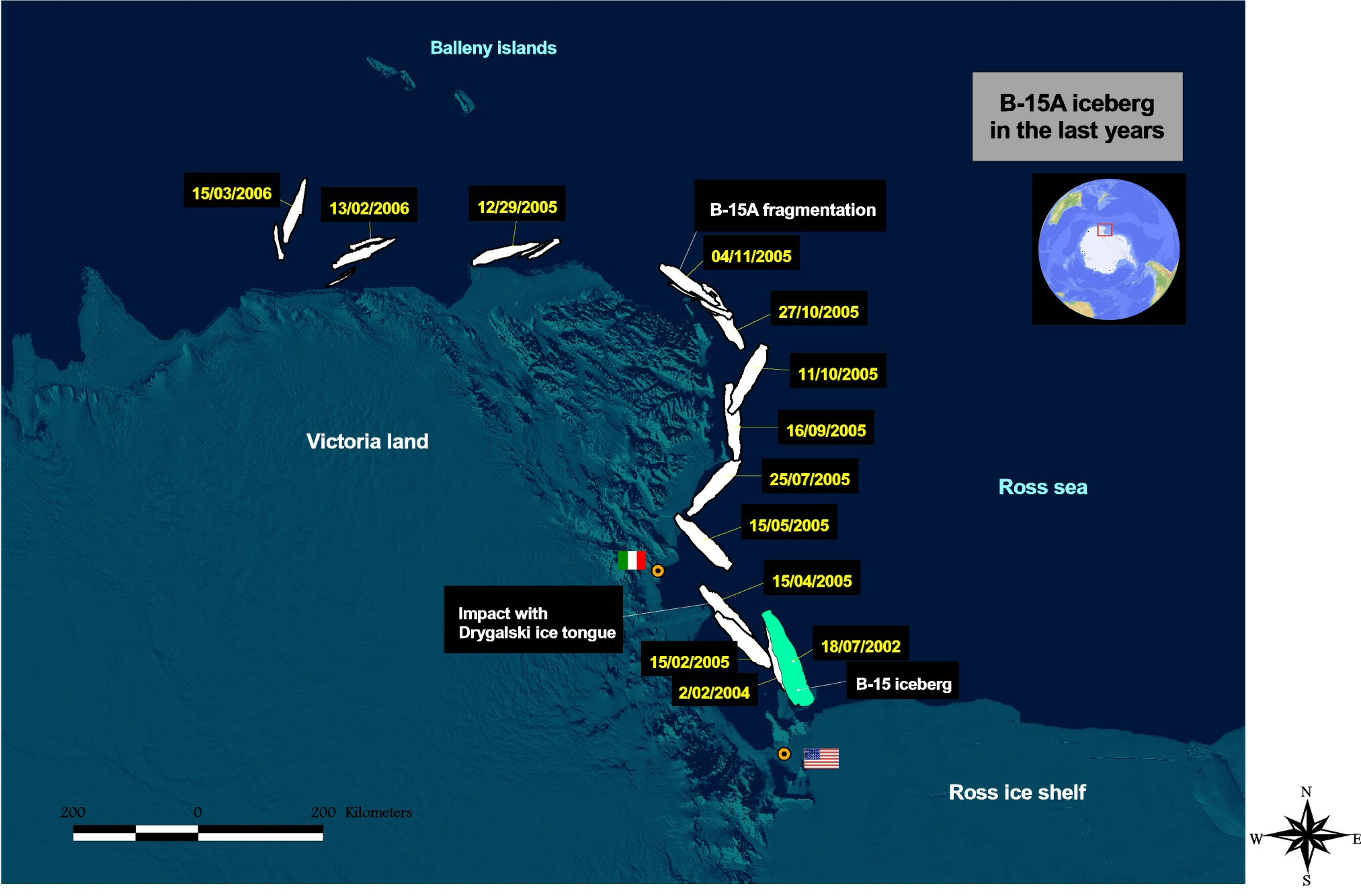
Четырёхлетнее путешествие айсберга

B-15 — айсберг, отколовшийся в марте 2000 года от шельфового ледника Росса, крупнейший в мире за всю историю наблюдений. Имел площадь 11 000 км² (295×37 км) и массу 3 триллиона тонн. Полностью растаял приблизительно десять лет спустя.

## История

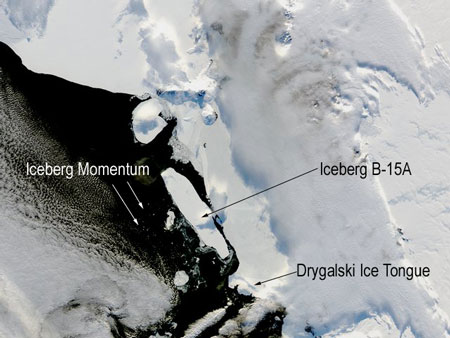
Айсберг B-15A, январь 2005

Айсберг откололся от шельфового ледника Росса в марте 2000 года, недалеко от острова Рузвельта. В дальнейшем B-15 раскололся на меньшие куски в 2000, 2002, 2003 годах. Крупнейшим из этих осколков был айсберг B-15A площадью 6400 км². В ноябре 2003 года B-15A, после отделения от B-15J, отошёл от ледника в море Росса.
В декабре 2003 года более мелкий айсберг B-15K (около 300 км²) отделился от B-15A и начал дрейфовать на север. В 2005 году B-15A, проходя мимо ледника Дригальского на Земле Виктории, столкнулся с ним в середине апреля, оторвав кусок. Далее айсберг дрейфовал у пролива Мак-Мердо, пока не сел на мель у мыса Адэр на Земле Виктории и разбился на ещё более мелкие части (B-15P, B-15M и B-15N) 27-28 октября 2005 года. Продвигаясь всё дальше на север, айсберг распадался на ещё более мелкие части, замеченные патрулём 3 ноября 2006 года. Несколько крупных кусков были замечены 21 ноября 2006 года всего в 60 км от побережья Тимару в Новой Зеландии, крупнейший из них был длиной примерно 1,8 км и высотой 37 м от поверхности океана.

## Влияние на экологию Антарктики
10 апреля 2005 года айсберг столкнулся с языком Дригальского (частью ледника Дэвида, который течёт через прибрежные горы Земли Виктории), оторвав кусок площадью 8 км². Это столкновение изменило карту Антарктики.
Летом в 2004 и 2005 годах B-15A помешал океаническим течениям и ветрам разбить лёд в проливе Мак-Мердо. Айсберг стал препятствием для снабжения ресурсами трёх научно-исследовательских станций. Из-за ледового покрова, сковывающего водные пространства, взрослые особи пингвинов Адели не могли вовремя добираться до своих птенцов, что привело к снижению численности популяции. Тюлени Уэдделла и поморники также пострадали из-за айсберга.

## В культуре
- B-15 фигурирует в документальном фильме Вернера Херцога «Встречи на краю света» 2007 года.